# Tämäkkäselkä
Tämäkkäselkä är en kulle i Finland.   Den ligger i den ekonomiska regionen Norra Lappland och landskapet Lappland, i den norra delen av landet, 900 km norr om huvudstaden Helsingfors. Toppen på Tämäkkäselkä är 310 meter över havet.
Terrängen runt Tämäkkäselkä är huvudsakligen platt.  Trakten runt Tämäkkäselkä är nära nog obefolkad, med mindre än två invånare per kvadratkilometer. Det finns inga samhällen i närheten. 